# Emil Fagerlund
Carl Emil Fagerlund (i riksdagen kallad Fagerlund i Ljusdal), född 13 maj 1869 i Fägre, död 20 mars 1943 i Ljusdal, var en svensk fabrikör och politiker (socialdemokraterna). 
Han var riksdagsledamot 4 juni-31 december 1921 i första kammaren för Gävleborgs läns valkrets.